# Roberto Mazzotta
Roberto Mazzotta (Milano, 3 novembre 1940) è un banchiere e politico italiano, ex presidente di Cariplo e di Banca Popolare di Milano fino alla fine di aprile 2009, ed è stato presidente dell'Istituto Luigi Sturzo.

## Biografia
Laureato in Economia e Commercio presso l'Università Bocconi, nel 1972 viene eletto alla Camera dei deputati nelle liste della Democrazia Cristiana e riconfermato per le tre successive legislature fino al 1987.
Come politico, ha anche ricoperto i ruoli di Sottosegretario di Stato all'Agricoltura e Foreste nel 1974 e Ministro per gli Affari Regionali nel 1980. Ha poi intrapreso la carriera di banchiere, diventando presidente della Cariplo nel (1986) e successivamente presidente dell'associazione delle Casse di Risparmio. Ha ricoperto anche i ruoli di presidente dell'Istituto Internazionale delle Casse di Risparmio, vice presidente dell'IMI e dell'ABI.
Il 10 maggio 2013 viene scelto come presidente designato del consiglio d'amministrazione dell'Università Vita-Salute San Raffaele, a inaugurare la fase di pacificazione tra l'ente fondatore, Associazione Monte Tabor, e il convenzionato Ospedale San Raffaele.